# けんさ焼き
けんさ焼き（けんさやき）、けんさし焼き、けんさん焼き、けんしん焼きは、新潟県中越地方の郷土料理。おにぎりにショウガなどを加えた味噌を塗り、串に刺して焼いた料理である。
上杉謙信が陣中食として、冷めて固くなったおにぎりを剣先に刺して焼いて食していたのが起源、「剣先焼き」が訛ったものとする説がある。この他にも年貢の残り米を使って作ったことが由来で、「献残焼き」、「献餐焼き」と書くとする説がある。
かつては、正月や年始客の酒宴の後に夜食として食べられてきた。最近は、新米の収穫を祝う行事食にもなっていると共におやつや夜食として、各家庭で作られている。